# پچا

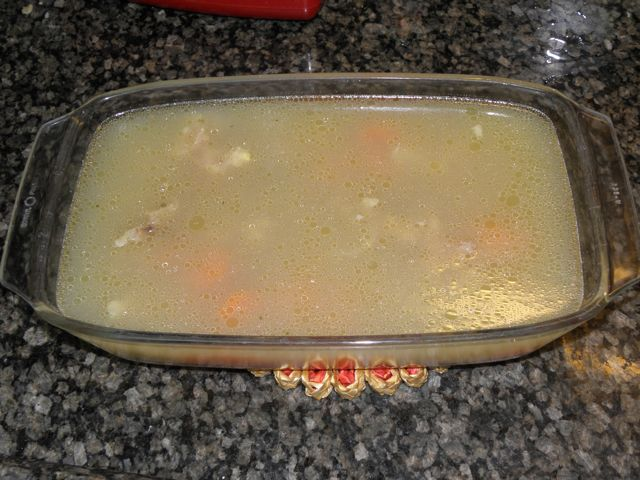
پچا

پچا (انگلیسی: P'tcha) یک نوع غذا در آشپزی یهودی، اشکنازی است که از پاچه گاو تهیه می‌شود. اسم این خوراک از واژهٔ فارسی «پاچه» به توسط ترکی اخذ شده.